# William Molard portréja
William Molard portréja (Portrait de William Molard) Paul Gauguin alkotása.
William Molard (1862-1936) norvég-francia zeneszerző Paul Gaugin barátja, Ida Ericson svéd szobrász férje volt. Molard Richard Wagner rajongója, a Montparnasse-on élő, találkozó európai bohém művészvilág tagja volt, akik közül többen, például August Strindberg, sokat tettek azért, hogy a nagyközönség megismerje Gauguin alkotásait. Paul Gauguin a Vercingétorix utca 6.-ban bérelt műtermet, és a lépcsőházban lakott Molard és családja is. Molard lakásában többször találkoztak képzőművész és zenész ismerősei.
Gauguin 1893-1894-ben festette meg barátja arcképét, a vászon másik oldalára saját arcmását vitte fel. A kétoldalú kép első tulajdonosa William Molard volt, majd nevelt lánya, Judith Gérard birtokába került. 1966-ban, miután több magángyűjtő is megvette-eladta, egy névtelenségben maradó kanadai magánszemély a Louvre-nak adományozta. A kép ma a Musée d’Orsay gyűjteményének része.